# 폿 사라신
폿 사라신(태국어: พจน์ สารสิน, 1905년 5월 25일~2000년 9월 28일)은 영향력 있는 사라신 가문 출신의 태국의 외교관이자 정치인이었다. 그는 1949년부터 1950년까지 외무장관을 지냈고 그 후 주미 대사를 지냈다. 1957년 9월 군부 쿠데타로 사릿 타나랏이 정권을 잡았을 때, 그는 폿을 총리 대리로 임명했다. 1957년 12월 사임했다. 1957년 9월부터 1963년까지 동남아시아 조약 기구의 초대 사무총장을 지냈다.

## 교육
폿 사라신은 오래된 상인 가문과 지주 가문 출신이다. 그의 아버지 티안 히 사라신(태국어: เทียนฮี้ สารสิน)은 의사이자 쌀 장사꾼이었다. 폿은 미국 매사추세츠주 윌브러험에 있는 윌브러험 아카데미와 런던의 미들 템플에서 법학을 공부했고 영국 변호사 자격을 얻었다. 1933년부터 1945년까지 그는 방콕에서 변호사로 일했다.

## 경력
일시적으로 권좌에서 물러난 쁠랙 피분송크람(피분) 총리의 절친한 친구였던 폿은 1946년 출소 후 육군 원수를 재정적으로 지원했다. 그에 대한 보답으로 피분은 1948년 폿에게 외무부 차관을 임명하도록 하였다.
외무장관 폿은 프랑스의 지원을 받는 베트남의 바오다이 정권을 인정하려는 피분 총리의 시도에 의도적으로 반대했기 때문에 의회, 언론 및 정부의 전폭적인 지지를 받았다. 폿은 바오다이의 대중적 호감이 부족하다는 것을 인식하고 바람둥이이자 황제의 성공 가능성을 의심했으며, 《뉴욕 타임스》 기자에게 "만약 그들이 바오다이를 지지했고 그가 실패한다면 베트남 국민들의 적대감은 샴인들에게 돌아설 것이다."라고 설명했다. 결국 피분은 외무부 권고안을 폐기하고 2월 28일 라오스, 캄보디아, 베트남의 왕실 정부에 대한 공식 인정을 발표했다. 씁쓸한 마음에 폿은 사임했다. 태국 외무장관이 원칙적인 문제로 사임한 것은 그때가 유일했다. 얼마 지나지 않아 그는 다시 한번 워싱턴 주재 대사가 되었다.
1957년 9월 21일, 사릿은 미국 교육을 받은 외교관이 미국과 좋은 관계를 맺고 있었기 때문에 쿠데타가 설치된 정부를 이끌기 위해 폿을 선택했다. 그의 지도 하에 12월에 자유롭고 공정한 선거가 치러졌다. 같은 달 그는 SEATO 사무총장직을 재개하기 위해 총리직에서 물러났다.